# Nüziders
Nüziders – gmina w Austrii, w kraju związkowym Vorarlberg, w powiecie Bludenz. Liczy 4865 mieszkańców (1 stycznia 2015).